# Milušinac
Milušinac (serbisches-kyrillisch: Милушинац) ist ein Dorf in Serbien. Das Dorf ist durch seine Naturattraktionen bekannt.

## Geographie
Das Dorf befindet sich in der geographischen Region Banja, in der Opština Sokobanja, im Okrug Zaječar, im Osten von Serbien.
Milušinac liegt am nördlichen Rand des Banja-Beckens zwischen den Gebirgen Slemen und Krstatac. Der Ort liegt am Fuße des Krstatac. Das Dorf liegt im Tal des Flusses Urdeš. Die Häuser steigen vom Fluss die Talseite in Richtung des Gebirges Krstatac hinauf. Milušinac liegt durchschnittlich auf einer Höhenlage von 619 m über dem Meeresspiegel. Durch das Dorf fließt auch der kleine Fluss Milušinačka Reka.
Im Dorf gibt es einige Quellen. Die wichtigsten Quellen heißen: Bigar, Popov Kladenac und Šmrk. Der stärkste Wind im Ort ist der Nordwind. Das Dorf liegt geschützt vor der Košava.
Milušinac ist 15 km nordöstlich der Gemeindehauptstadt gelegen. Von Milušinac führt die Hauptdorfstraße, durch das Tal der Flüsse Urdeš und Sesalačka Reka, bis zur Hauptstraße hinunter, die Sokobanja mit Knjaževac, verbindet. Die oben genannte Straße, verbindet Milušinac, durch eine Nebenstraße, auch mit dem nordwestlichen Nachbardorf Sesalac.
Auch führt eine Straße von Milušinac aus startend, unterhalb des Gebirges Krstatac, zum südlichen Nachbardorf Čitluk hin. Oberhalb des Dorfes verläuft eine Straße, die das Dorf mit den Weiden und dem Dorfwald verbindet.

## Dorftypus
Milušinac ist vom Typ her, ähnlich wie die anderen Dörfer im Banja-Becken, aufgebaut. Größere Häusergruppierungen findet man häufiger im Flusstal, und Häuser bzw. Gehöfte, die sich die Talseiten hinaufziehen, werden immer seltener. Das Dorf ist in vier kleine Dorfteile unterteilt: Ornice, Raskršće, Šavor und Rovina.
Die Dorfbewohner betreiben Landwirtschaft und Viehzucht. Die Viehwirtschaft ist ziemlich intensiv ausgeprägt.
In der Umgebung des Dorfes gibt es landwirtschaftlich genutzte Areale, insbesondere bei den Flurnamen: Bajkina Šuma, Selište, Del, Begličko Gumno, Barica, Trševina, Podine, Ćatina Livada, Krasina Ornica, Dubrava, Prosište, Čukar, Slivje, Glog und Selište. Die Felder unterhalb des Dorfes am Fluss sind fruchtbarer. Oberhalb des Dorfes, auf den Kalksteinlagen unterhalb des Gebirges Slemen, ist die Fruchtbarkeit jedoch sehr gering.
Die Einwohner verfügen über Sommer- und Winterweiden. Der Sommerweiden befinden sich auf den Lokalitäten: Lokva, Ravulovci, Slemen, Potkosa und Stepanovac. Die Winterweiden sind in der Regel um das Gehöft angelegt. Das Dorf verfügt auf den Gebirgen Slemen und Krstatac über einen gemeinsamen Wald.

## Bevölkerung
Das Dorf hatte 2022 eine Einwohnerzahl von 211, während es 2011 noch 315 waren, nach den letzten drei Bevölkerungsstatistiken fällt die Einwohnerzahl weiter. Die Bevölkerung stellen Serben.

### Demographie
| Jahr | Einwohnerzahl |
| ---- | ------------- |
| 1948 | 788           |
| 1953 | 779           |
| 1961 | 735           |
| 1971 | 659           |
| 1981 | 590           |
| 1991 | 470           |
| 2002 | 382           |
| 2011 | 315           |
| 2022 | 211           |

## Geschichte
Das Dorf lag zuerst auf der Lokalität Selište und zog dann auf die Lokalität Zmijanac. In alten Zeiten, hatten nur sieben Häuser im Dorf, Ziegeldächer, der Rest der Häuser war mit Stroh gedeckt. Die Häuser waren zunächst weit verstreut und wurden später zu Gruppen zusammengeführt. Das Dorf wuchs vor allem durch Einwanderung und die Vermehrung der älteren Familien im Ort. Über den Dorfnamen gibt es keine erhaltenen Überlieferungen.
Auf der Lokalität, Gradište, oberhalb des Dorfes, befinden sich die Mauern einer alten Stadt oder Befestigungsanlage, über die es keine Überlieferungen gibt. Ebenso sind auf der Lokation, Manastirište, noch einige Mauern erhalten, die von einem alten Kloster, herstammen sollen.
Bei der Lokation, Slivje, existieren alte Ruinen und Ziegelreste. Einst soll hier ein altes Dorf gestanden haben, aber auch darüber, gibt es keine weiteren Überlieferungen. Dort befindet sich auch ein sehr alter Friedhof.
Der heutige serbisch-orthodoxe Dorffriedhof befindet sich im westlichen Dorfgebiet. In der Nähe von Milušinac befindet sich ein Denkmal, für die im Zweiten Weltkrieg gefallenen Partisanen, aus dem Dorf.

## Krstatac und Naturattraktionen

### Krstatac
Die Gegend um das Dorf ist für ihre reichhaltigen hydrologischen Ressourcen und ungewöhnlichen Karstformationen bekannt.
Das Gebirge Krstatac ist ein Kalksteinmassiv der Karpaten im Osten Serbiens. Nördlich des Krstatac, befindet sich das Gebirge Slemen, dass die nordöstliche Grenze des Banja-Beckens, markiert. Die zwei Gebirge werden durch das Tal des Flusses Urdeš getrennt. Der Krstatac gehört zu den Mittelgebirgen, mit der höchsten Erhebung auf 1.070 m (der zerklüftete Gipfel: Šiljak), und ist vom Dorf Milušinac aus erreichbar.
Vom Gipfel des Gebirges, ist in südwestlicher Richtung, Sokobanja und das Banja-Becken, zu erblicken. Die Gebirge Ozren und Devica befinden sich im Süden. Die Gebirge Bukovik und Rtanj erheben sich im Nordwesten. Und das Gebirge Tupižnica (auch als Lasovačka planina bekannt) ist von Osten her, gut erkennbar. Es gibt einen markierten Wanderweg, der vom Dorf zum Gipfel des Šiljak (1070 m) führt, dem höchsten Gipfel des Berges Krstatac.

### Naturattraktionen
Der Berg Krstatac hat verschiedene attraktive Landschaftsformen. Zu den bekanntesten Merkmalen des Karstreliefs, zählen mehrere kleine Höhlen, die weit bekannte Felsformation: Božja kapija oder Bogova vrata (Tor Gottes oder Tür Gottes), und die Quelle, Buk. Die am Fuße des Gebirges, gelegene Höhle „Novakovci“, ist nicht für Touristenbesuche vorgesehen.
Die, auf einer Höhe von 690 Metern sich befindende Felsformation, ist ein seltenes Naturereignis und eines für die Speläologie interessantes Phänomen, das neben zahlreichen Touristen, auch Experten aus der Region anzieht. Neben Höhlenforschern ist dieses Gebiet auch für Wanderer interessant. Nach alten Erzählungen und Legenden, soll das „Tor Gottes“, heilende Kräfte besitzen und durch das Durchschreiten dieser natürlichen Tür, soll diejenige Person, von einer schweren Krankheit, geheilt werden.
Der Wasserfälle, Milušinački vodopadi (mit den Namen Joževac und Kaskade), der Ausflugsort, Manastirište, und die Quelle, Buk, liegen rund um diese Naturattraktion.

## Galerie

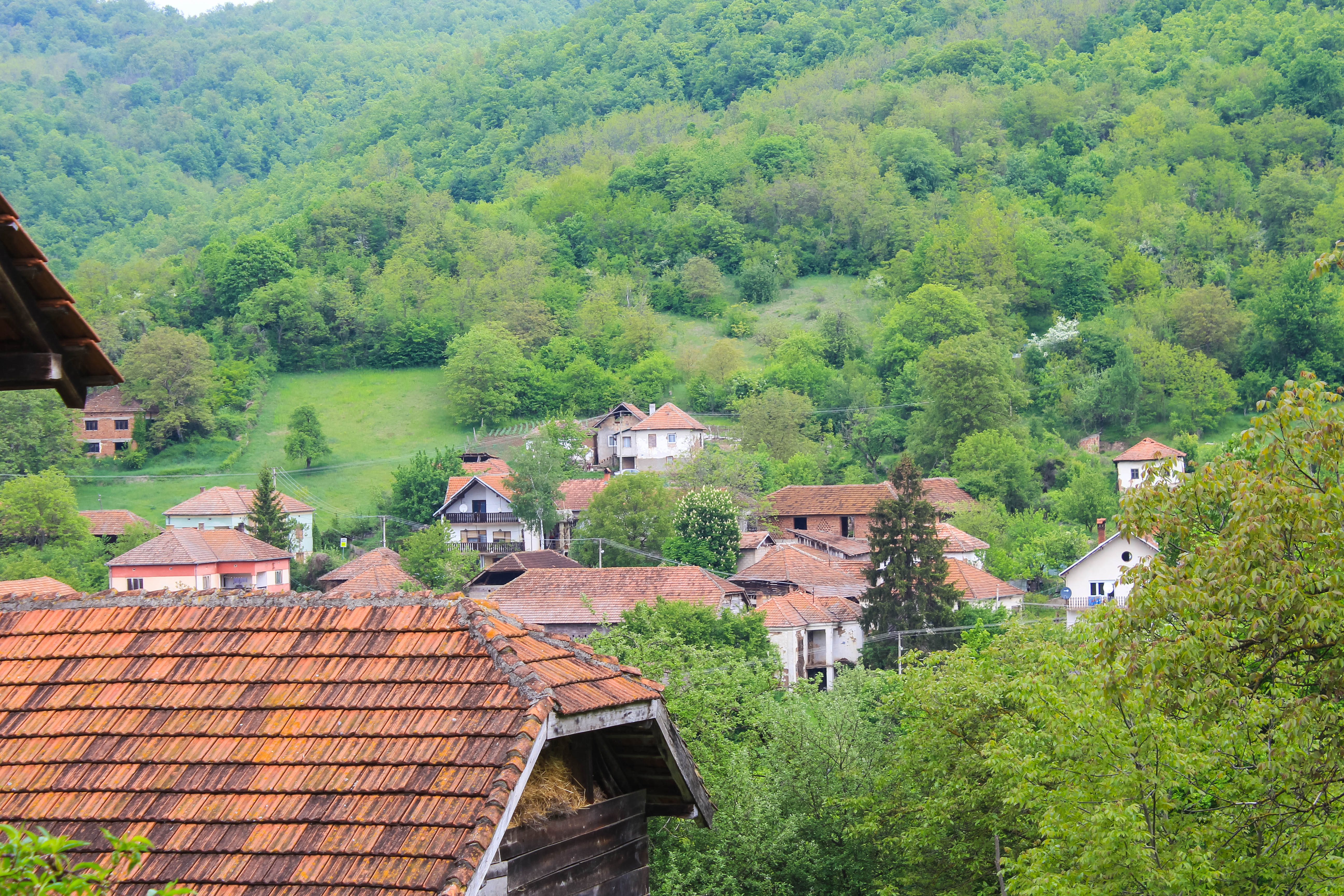
Einige Häuser im Ort
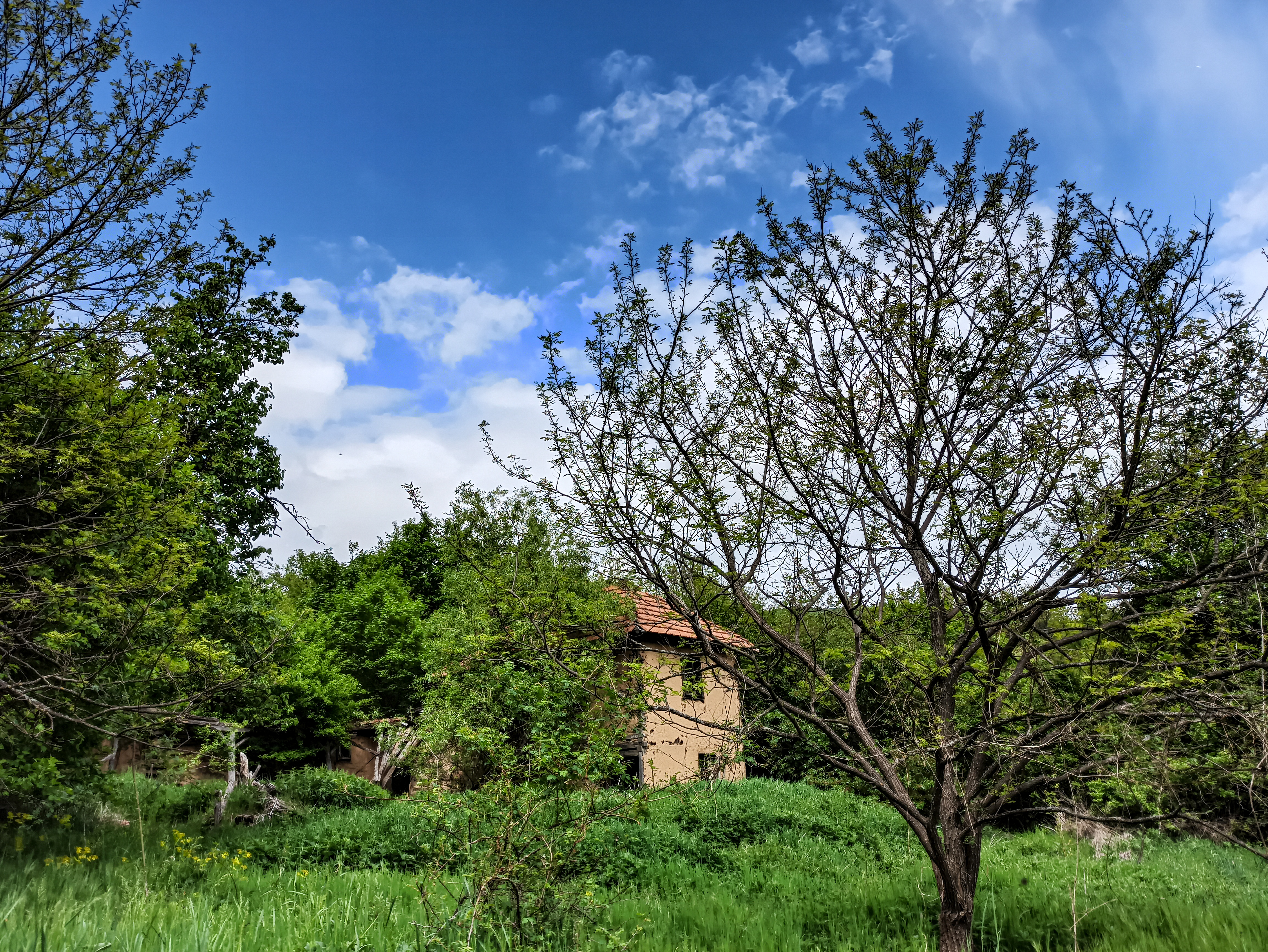
Altes Dorfhaus mit Baum
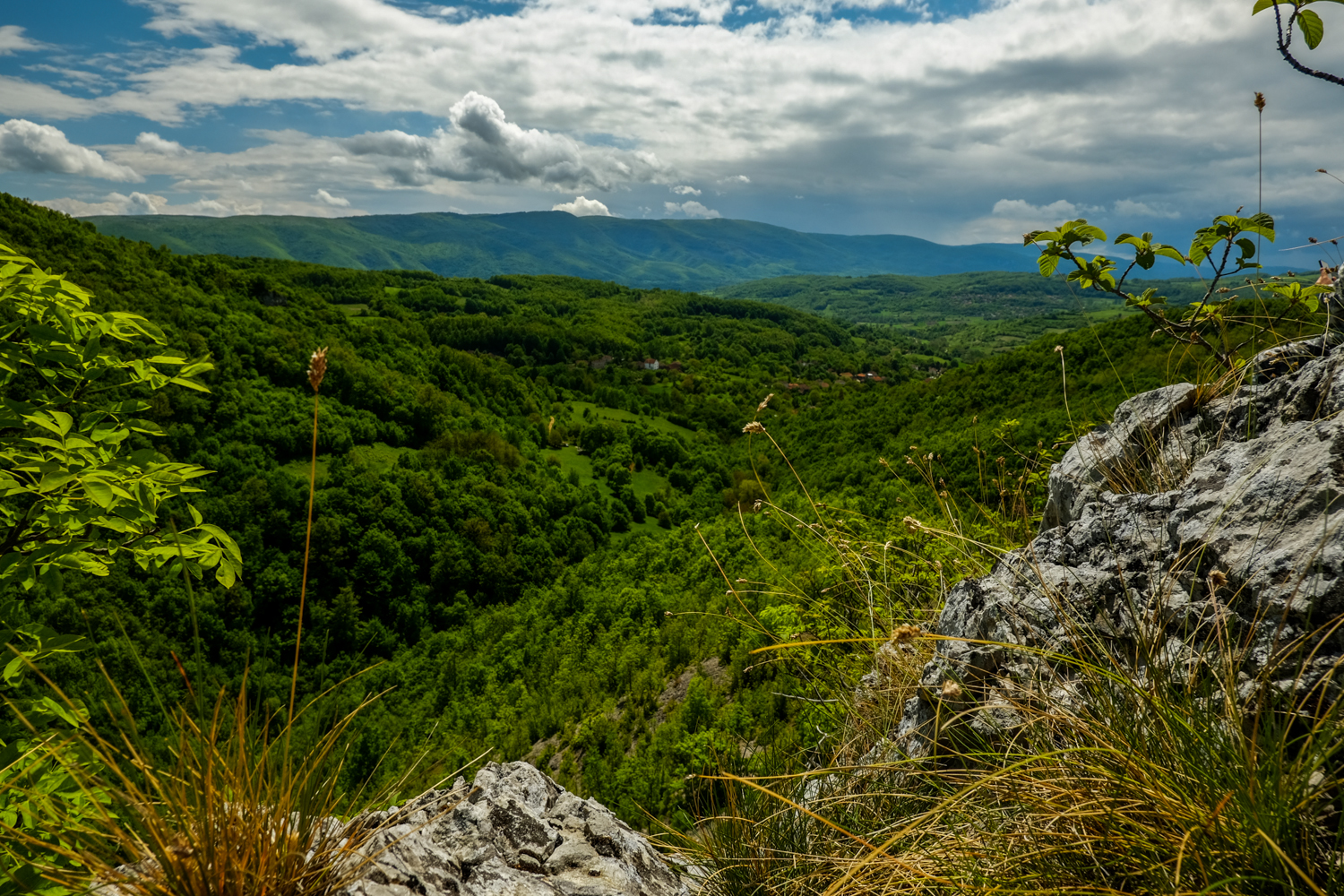
Im Gebirge Krstatac
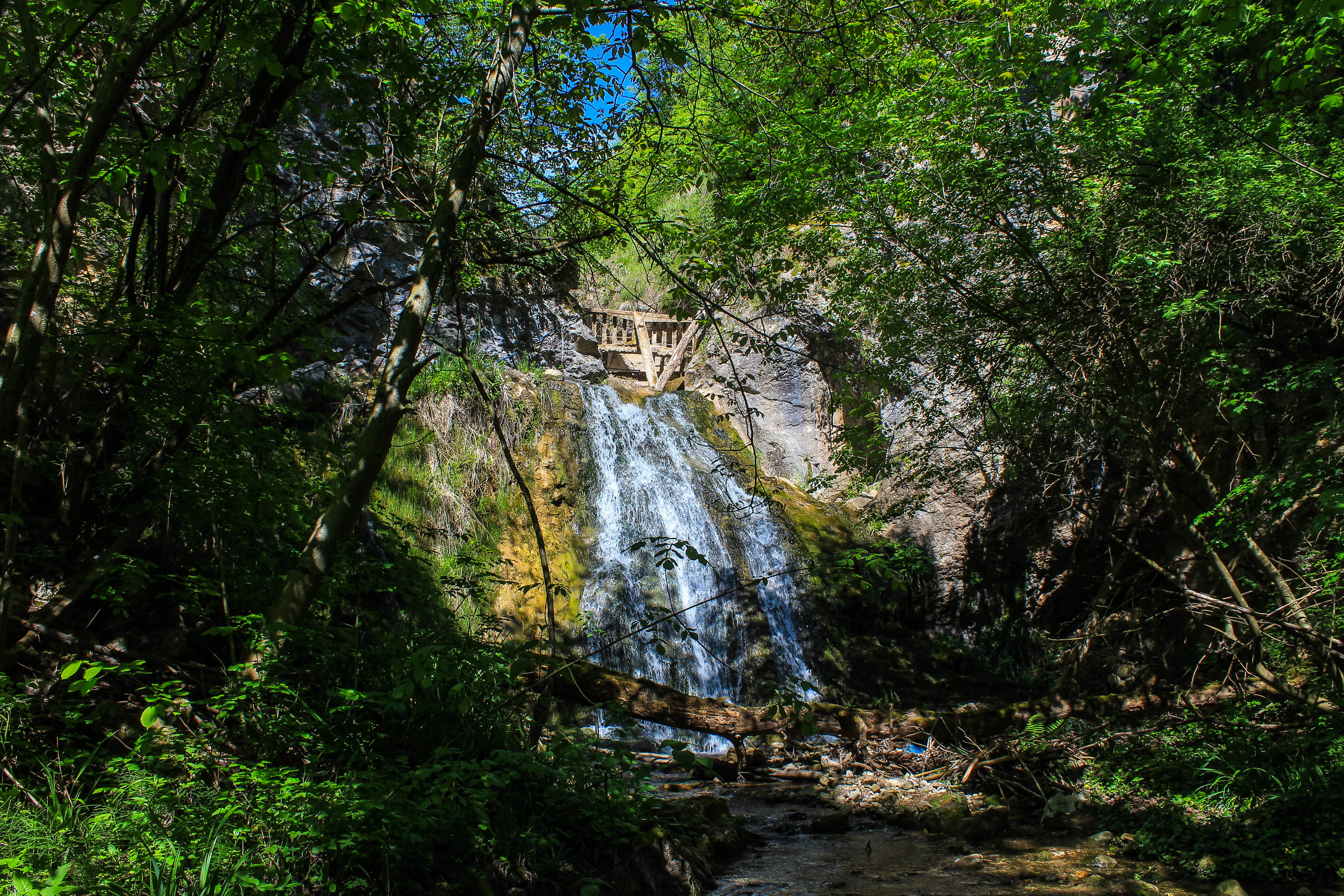
Wasserfall Joževac
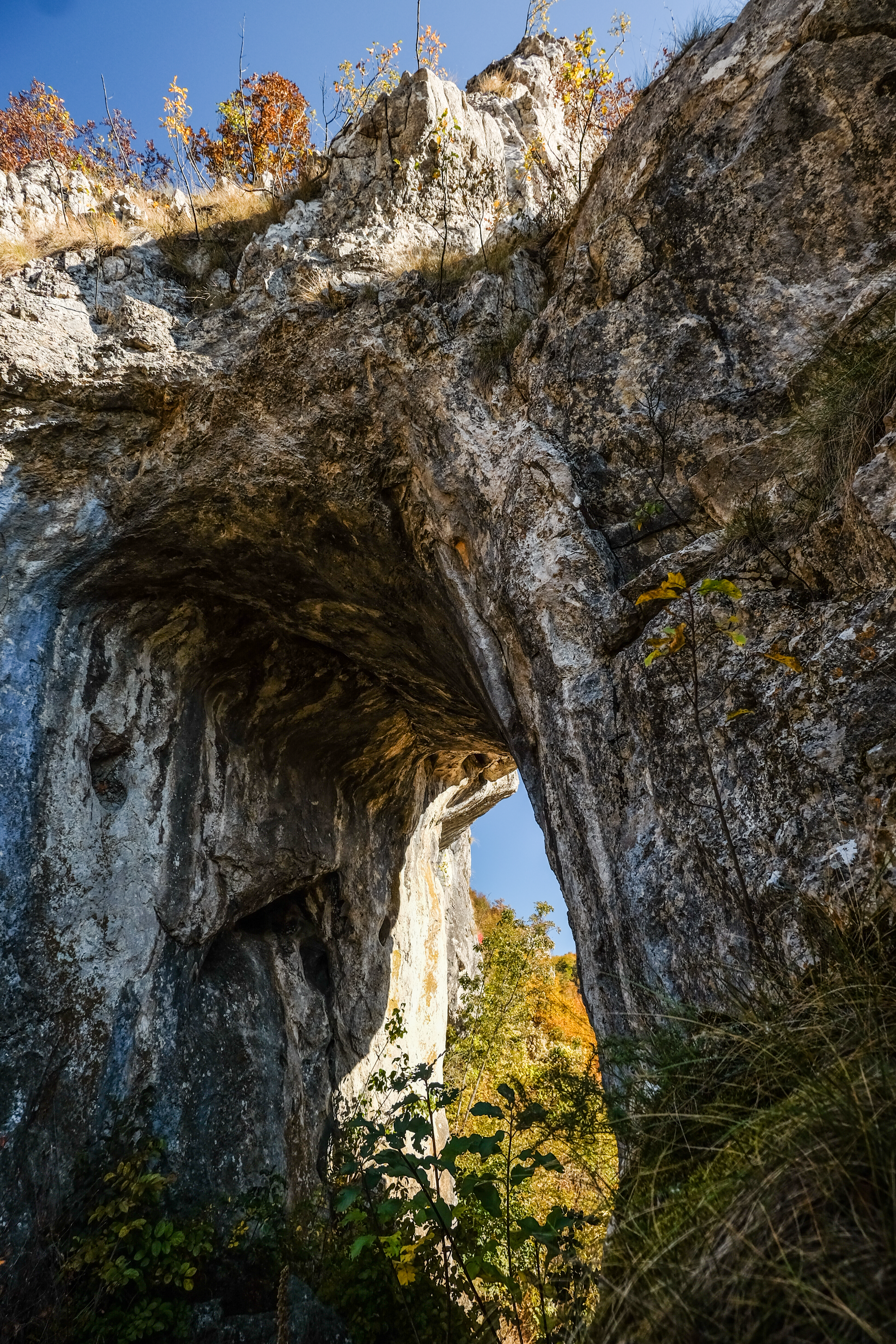
Das Tor Gottes
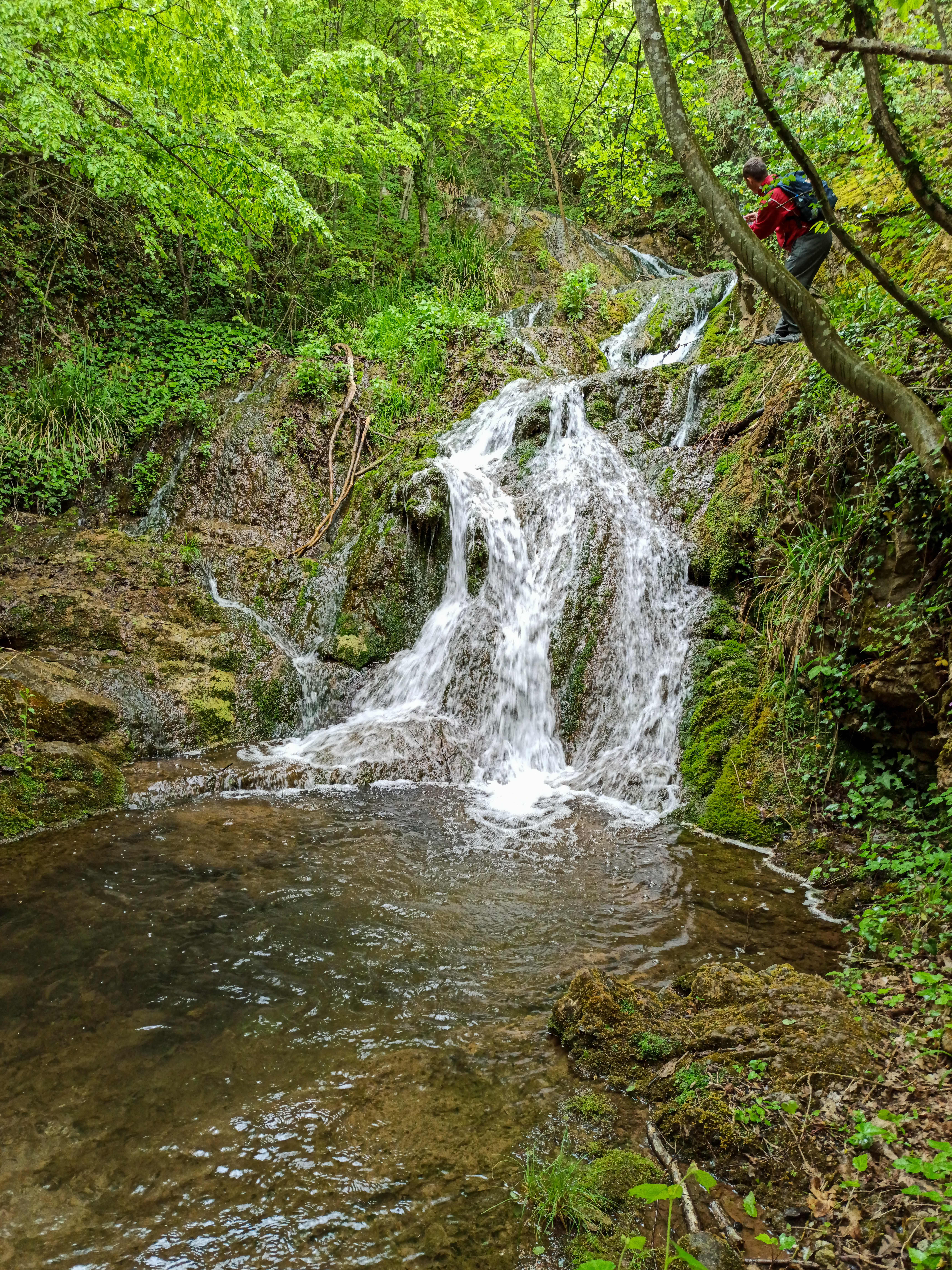
Wasserfall Kaskade
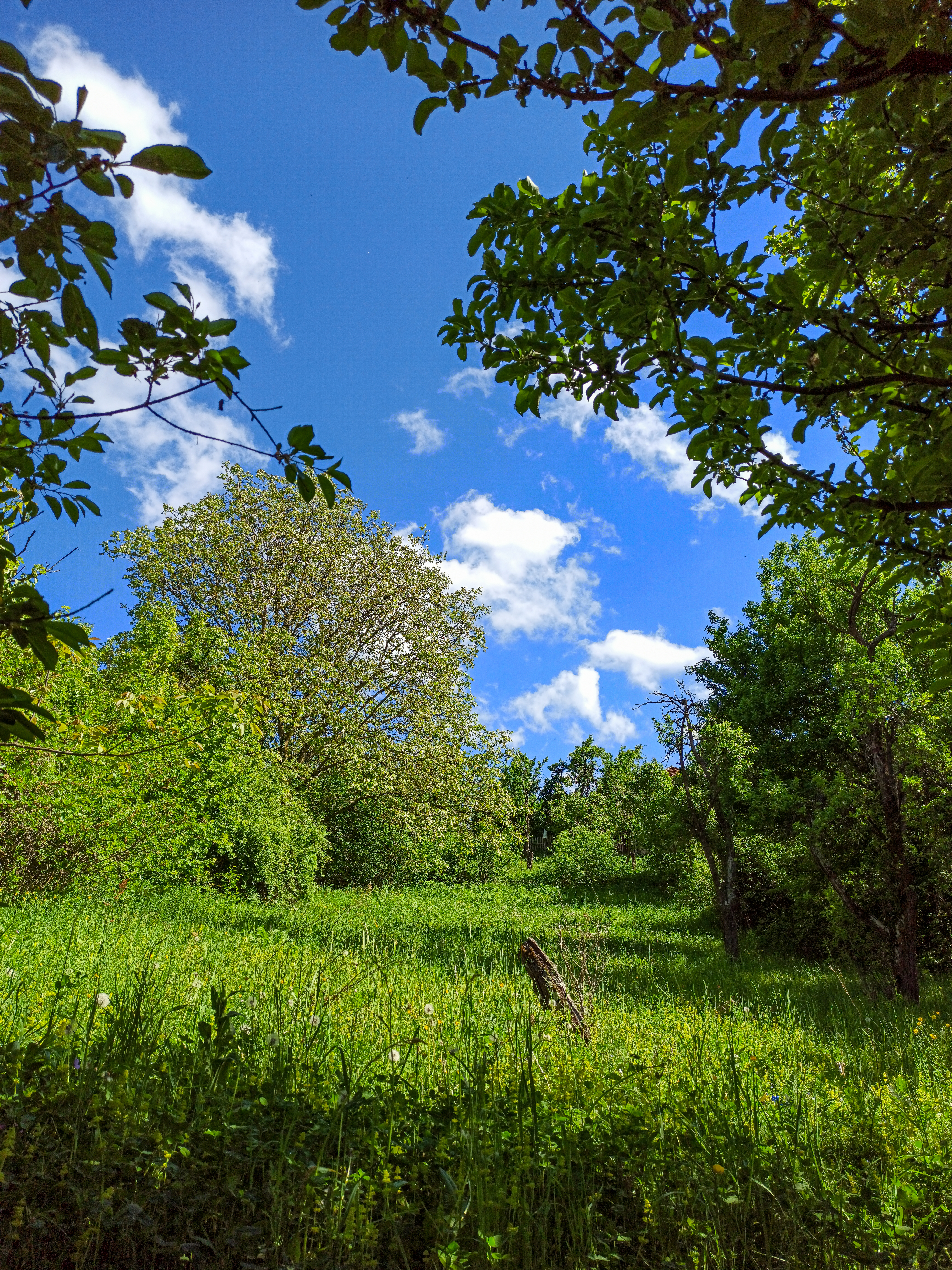
Naturdetail
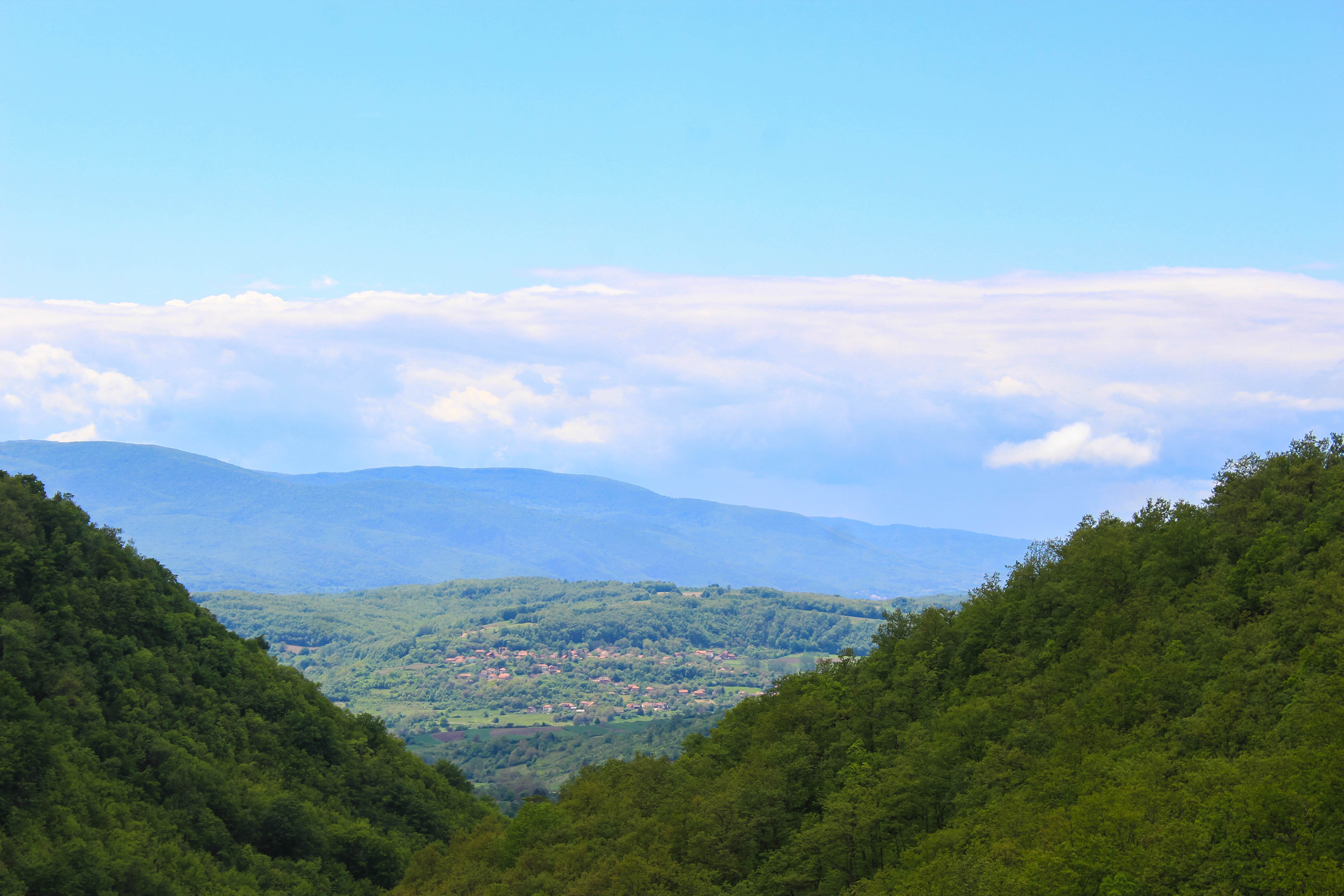
Blick zum Gebirge Devica

## Belege
- Artikel zum Dorf und den Naturattraktionen auf der Seite www.soko-banja.org, (serbisch)
- Artikel über das Dorf auf der Seite www.poreklo.rs, (serbisch)
- Artikel zu den Naturattraktionen auf der Seite sokobanja.rs, (serbisch)
- Књига 9, Становништво, упоредни преглед броја становника 1948, 1953, 1961, 1971, 1981, 1991, 2002, подаци по насељима, Републички завод за статистику, Београд, мај 2004, ISBN 86-84433-14-9
- Књига 1, Становништво, национална или етничка припадност, подаци по насељима, Републички завод за статистику, Београд, фебруар 2003, ISBN 86-84433-00-9
- Књига 2, Становништво, пол и старост, подаци по насељима, Републички завод за статистику, Београд, фебруар 2003, ISBN 86-84433-01-7